# 앨릭스 고스키
앨릭스 고스키(영어: Alex Gorsky)는 미국의 기업인으로, 다국적 의료기기·의약품·소비재 제조사 존슨앤드존슨의 현 CEO (2012. 4. ~ )이다. 스위스 기반의 다국적 제약회사 노바티스 CEO(2005~2008)를 지냈다.
그는 미국 육군사관학교를 졸업하고 6년에 걸쳐 미국 육군에 복무하였다. 제대 후 1988년 존슨앤드존슨의 자회사 얀센 제약에 영업부문 책임자로 입사하였고, 같은 시기에 훠턴 스쿨에서 경영학 석사 학위를 수료했다. 2004년 스위스 제약업체 노바티스로 옮겨 남미 시장을 총괄하다 2008년부터 글로벌 의료기기와 공급망을 담당하기 시작했다.
2012년 4월, 존슨앤드존슨의 전 CEO 빌 웰던이 맥닐 컨슈머 헬스케어의 각종 리콜 문제로 사임하고 나서 부회장 직에 있던 고스키에게 차기 CEO 자리가 돌아갔다. 고스키는 리콜 문제로 신뢰도가 추락한 존슨앤드존슨의 이미지 쇄신에 중점을 두고 회사를 이끌 것으로 전망된다.